# Pogányvár (Horvátország)
Pogányvár (más néven Prépostvár, horvátul: Pogana gradina) egy várhely Horvátországban, a Pozsega-Szlavónia megyei Pozsegaszentpéterhez tartozó Doljanovci település határában.

## Fekvése
A falu felett a Papuk lejtőin, az Orljava bal partja felett két, növényzettel benőtt magaslat található. Az egyiken talán egy szakrális épület állhatott, míg a másikon a „Pogana gradina” nevű régészeti lelőhely egy középkori toronyvár maradványaival. A romok a szakemberek feltételezése szerint ahhoz a középkori erődítményhez tartoznak, melyet az írásos forrásokban „Prépostvár” néven említenek.

## Története
A várat valószínűleg a török ellen építtette a pozsegai prépost, az írásos forrásokban „Prépostvár” néven szerepel. A török 1537 januárjában, Pozsega várával egyidejűleg foglalta el. A török forrásokban Doljanovac másik nevén Prepoštijaként is szerepel. 1702-ben várként jegyzik fel azzal, hogy a török korban őrség volt benne egy aga parancsnoksága alatt és a Szent György templom anyagából építették.

## A vár mai állapota
A vár feltárása 1971-ben kezdődött. Ennek során feltárták a négyszögletes, 10-szer 12 méteres torony alapfalait. Az árokkal elválasztott lejtő végében, amin egy töltés alakú, szűk átjárót létesítettek, egy szinte szabályos alaprajzú épületet ástak ki. A földalatti rétegekben is több helyen habarcsba ültetett, törtkövekből álló falakat találtak. A torony két szemközti falának vastagsága mintegy 3,6 méter, a csatlakozó falaké valamivel keskenyebb, 2,7 méter volt. Az erősség maradványai, egy ritkás bükkerdőben találhatók. Ez a vár csak egyetlen lakótoronyból állt, mely alaprajzi méreteivel (kb. 10-szer 12 méter) meglehetősen impozánsnak tekinthető. 